# Грайфсвальдський університет

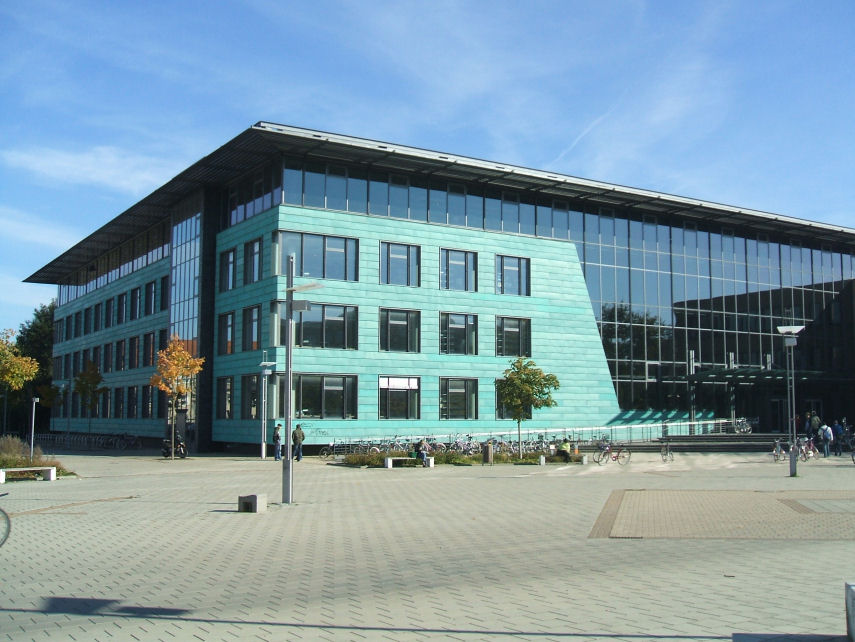
Будівля університетської бібліотеки

Грайфсвальдський університе́т і́мені Е́рнста Моріца Арндта (нім. Ernst-Moritz-Arndt-Universität Greifswald, лат. Alma Mater Gryphiswaldensis, Universitas Gryphiswaldensis або Academia Gryphica) — університет в Ганзейському місті Грайфсвальд в німецькій землі Мекленбург-Передня Померанія, близько 200 км на північ від Берліна.

## Історія
Університет було засновано 17 жовтня 1456 року, він є другим найстарішим університетом у регіоні Балтійського моря та сьомим найстарішим в Німеччині. До заснування університету великих зусиль доклав бургомістр Грайфсвальда (і перший ректор) Генріх Рубен. Університет було засновано з дозволу короля і після одержання схвалення (привілеї) папи під захистом померанського герцога Вартіслава IX.
В інституті фізики університету Грайфсвальда в період з 1917 по 1920 працював Йоганнес Штарк, що отримав в 1919 році Нобелівську премію з фізики.
У 1933 року університет отримав ім'я Ернста Моріца Арндта. Арндт, який в 1791 році був студентом теології в університеті, пізніше тут викладав історію (з перервами) з 1800 до 1811 рік. Тут він опублікував свої соціально-критичні праці «Versuch einer Geschichte der Leibeigenschaft in Pommern und Rügen», «Germanien und Europa» і першу частину «Geist der Zeit». До наших днів ведуться обговорення про перейменування університету на честь менш спірної особистості, але ці пропозиції досі відхилялися.
Університет з приблизно 5000 співробітниками — один з найбільших роботодавців у Мекленбурзі-Передній Померанії. Близько двох третин 12 000 студентів приїхали з інших земель Німеччини та з-за кордону

## Факультети
Університет складається з п'яти факультетів, які в свою чергу поділяються на інститути і клініки.
- Теологічний факультет — найменший з факультетів. Він займається Євангеличною теологією.
- Юридичний факультет готує майбутніх юристів і економів.
- Медичний факультет є одним з найпрестижніших у Німеччині. На 95 місць претендує щорічно близько 2 100 охочих.
- Філософський факультет займається, окрім філософії, ще філологією (фінністика, славістика, балтистика, скандінавістика, германістика і американістика), психологією, історією, мистецтвознавством і церковної музикою.
- Математично-природничий факультет має інститути біології (ботаніка, мікробіологія, генетика, зоологія та екологія), біохімії, географії та геології, математики та інформатики, фармації і фізики.

### Кафедра україністики
У 1996 році в університеті була створена єдина в Німеччині кафедра україністики. Тільки на ній можна здобути кваліфікаційний рівень бакалавра та магістра за фахом «українська філологія». У 2006 вона стала частиною кафедри західно- та східно-слов'янської філології (з акцентом на польській та українській).
У 2015 році через скорочення коштів планувалося закрити напрямок україністики в університеті. Проти цього виступили викладачі та студенти університету. Їх підтримали вчені з інших університетів Німеччини. Посольство України в Німеччині звернулося з проханням до керівництва університету про збереження кафедри.
2 листопада 2015 року Міністерство закордонних справ Німеччини виступило з заявою, що воно разом з Міністерством освіти, науки і культури землі Мекленбург-Передня Померанія, усвідомлюючи важливість цієї тематики, забезпечить розвиток україністики в університеті. Кафедра україністики має стати самостійною.
З 1995 року кафедра щороку проводить «Українікум» — українську літню школу. Це одна з двох шкіл, що регулярно проводяться на Заході.

## Відомі студенти та викладачі
- Русин Павло — український поет і гуманіст.
- Герхард Домагк — лауреат Нобелівської премії з фізіології і медицини.
- Йоганнес Штарк — лауреат Нобелівської премії з фізики.
- Отто фон Бісмарк — німецький канцлер.
- Бернгард фон Бюлов — рейхсканцлер Німецької імперії.
- Карл Християн Фрідріх фон Ледебур — ботанік.
- Фелікс Оберлендер — медик, засновник урології.
- Фрідріх Людвіг Ян — функціонер фізкультури та політик.
- Ернст Бернгейм — історик, джерелознавець.
- Генріх Циммер — філолог, кельтолог
- Ернст Георг Наук — бактеріолог, фахівець з тропічної медицини та гігієни
- Еріх Ауербах — літературознавець, філолог-романіст.
- Анка Фельдгузен — німецька дипломатка. Посол ФРН в Україні.

## Ректори
- 1733: Крістіан фон Неттельбладт